# Allen Americans
Allen Americans je profesionální americký klub ledního hokeje, který sídlí v Allenu ve státě Texas. Do ECHL vstoupil v ročníku 2014/15 a hraje v Horské divizi v rámci Západní konference. Před vstupem do ECHL působil v Central Hockey League. Své domácí zápasy odehrává v hale Allen Event Center s kapacitou 6 275 diváků. Klubové barvy jsou červená, bílá a námořnická modř. Jedná se o farmu klubů San Jose Sharks (NHL) a San Jose Barracuda (AHL).
Klub je dvojnásobným držitelem Kelly Cupu, trofeje pro vítěze ECHL.

## Úspěchy
- Vítěz CHL ( 2× )
  - 2012/13, 2013/14
- Vítěz ECHL ( 2× )
  - 2014/15, 2015/16

## Přehled ligové účasti
Zdroj:
- 2009–2010: Central Hockey League (Jižní divize)
- 2010–2014: Central Hockey League (Berryho divize)
- 2014–2016: East Coast Hockey League (Centrální divize)
- 2016– : East Coast Hockey League (Horská divize)